# Oscar de melhor qualidade artística de produção
O prêmio de Melhor Qualidade Artística de Produção foi concedido apenas na primeira (1927-1928) cerimônia.
O laureado foi Sunrise: A Song of Two Humans, primeira obra norteamericana de F. W. Murnau, uma espécie de consolação pela fita ter perdido a disputa pelo Oscar de melhor filme para Wings, de William A. Wellman.
| Ano       | Vencedor                      | Estúdio               | Outros Indicados                                                            |
| --------- | ----------------------------- | --------------------- | --------------------------------------------------------------------------- |
| 1927-1928 | Sunrise: A Song of Two Humans | Twentieth Century Fox | Chang: A Drama of the Wilderness (Famous Players/Paramount) The Crowd (MGM) |